# Fórmula Renault 2.0 Sueca

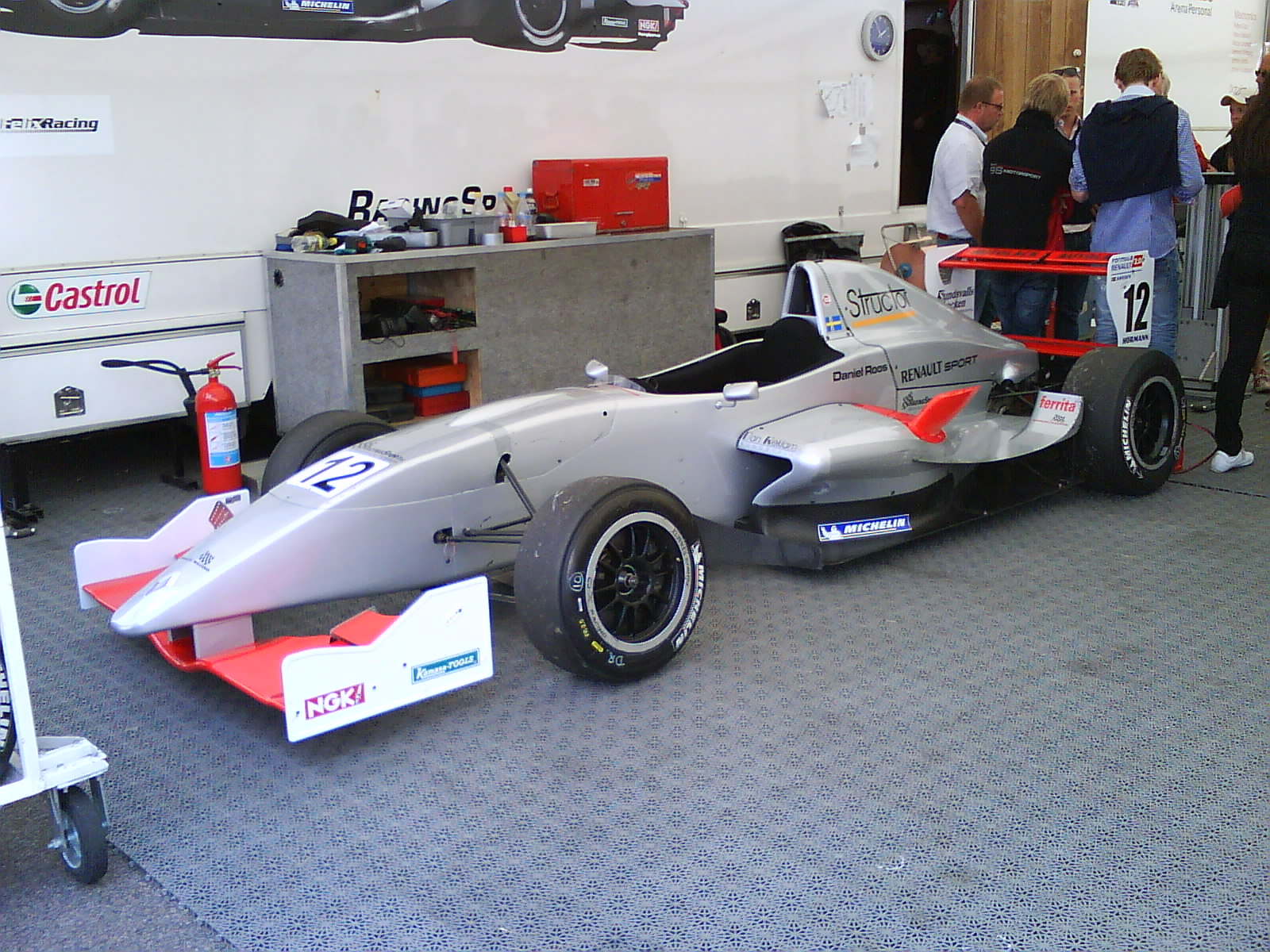
Imagen del coche de Daniel Roos antes de una carrera de la FR 2.0 Sueca (2009).

La Fórmula Renault 2.0 Sueca es un campeonato de Fórmula Renault  organizada por Joakim Wiedesheim junto con Renault Sport Suecia que se disputa en circuitos de Suecia, Finlandia y Dinamarca. El camponeato resurgió en 2008 de las cenizas de la Fórmula Renault 2.0 Series Nórdicas, campeonato que originalmente desputaba carreras en Suecia y Dinamarca. Dejó de disputarse en el año 2010.

## Circuitos
| - Karlskoga Motorstadion (2009) - Falkenbergs Motorbana (2009) - Scandinavian Raceway (2009) - Ring Knutstorp (2009) - Circuito de Ahvenisto (2009) |

## Campeones
| Año                                 | Piloto                           | Escudería                        |
| Fórmula Renault 2000 Scandinavia    | Fórmula Renault 2000 Scandinavia | Fórmula Renault 2000 Scandinavia |
| ----------------------------------- | -------------------------------- | -------------------------------- |
| 2002                                | Philip Andersen                  | ??                               |
| 2003                                | Tom Pedersen                     | ??                               |
| 2004                                | Kasper Andersen                  | Team Formula Sport               |
| Fórmula Renault 2.0 Series Nórdicas |                                  |                                  |
| 2005                                | Jesper Wulff Laursen             | Racing Denmark                   |
| 2006                                | Steffen Møller                   | KEO Racing                       |
| 2007-2008                           | No se disputó                    | No se disputó                    |
| Fórmula Renault 2.0 Suecia          |                                  |                                  |
| 2009                                | Felix Rosenqvist                 | BS Motorsport                    |
| 2010                                | Daniel Roos                      | BS Motorsport                    |